# 上井河村
上井河村（かみいがわむら）は、秋田県中央部に位置していた村。

## 地理
東部は俎山を東端とする山地であった。
- 山: 俎山
- 河川: 井川

## 歴史
- 1889年（明治22年）4月1日 - 町村制施行により南秋田郡黒坪村、八田大倉村、保野子村、寺沢村、赤沢村、井内村、大麦村、宇治木村、葹田村が合併し、上井河村が発足。
- 1949年（昭和24年） - 現在の五秋林道沿いにあった丸木橋集落が無人となる[1]。
- 1955年（昭和30年）2月1日 - 下井河村と合併して井川村となる。

## 村長

### 歴代村長
井川町史より。
| 期    | 氏名       | 就任年月日                | 退任年月日                 |
| ----- | ---------- | ------------------------- | -------------------------- |
| 1     | 伊藤真吉   | 1889年（明治22年）5月10日 | 1893年（明治26年）5月5日   |
| 2     | 渡部健蔵   | 1893年（明治26年）6月1日  | 1895年（明治28年）5月15日  |
| 3-4   | 佐藤理吉   | 1895年（明治28年）6月1日  | 1900年（明治33年）11月19日 |
| 5     | 高橋良英   | 1900年（明治33年）12月8日 | 1901年（明治34年）5月9日   |
| 6     | 佐藤理吉   | 1901年（明治34年）6月3日  | 1902年（明治35年）8月31日  |
| 7     | 山崎養蔵   | 1902年（明治35年）9月19日 | 1906年（明治39年）6月25日  |
| 8     | 渡部助蔵   | 1906年（明治39年）7月14日 | 1910年（明治43年）7月13日  |
| 9-11  | 齋藤多十郎 | 1910年（明治43年）7月17日 | 1919年（大正8年）8月21日   |
| 12-17 | 伊藤喜久治 | 1919年（大正8年）9月6日   | 1941年（昭和16年）4月1日   |
| 18    | 菅生力治   | 1941年（昭和16年）4月7日  | 1945年（昭和20年）4月6日   |
| 19    | 武塙祐吉   | 1945年（昭和20年）6月1日  | 1946年（昭和21年）11月2日  |
| 20    | 渡部助治   | 1947年（昭和22年）4月5日  | 1951年（昭和26年）4月4日   |
| 21    | 齋藤正作   | 1951年（昭和26年）4月23日 | 1955年（昭和30年）1月31日  |

齋藤多十郎と齋藤正作は親子。齋藤正作の長男の正寧と孫の多聞は、いずれも井川町長に就任している。

## 教育
- 上井河村立上井河小学校
- 上井河村立上井河中学校
- 秋田県立五城目高等学校定時制課程上井河分校

## 著名出身者
- 齋藤正寧 (井川町長)
- 武塙祐吉 (上井河村長、秋田市長)
- 大ノ海久光 (大相撲力士、最高位は西前頭3枚目。11代花籠)